# Konjuša
Konjuša es un pueblo ubicado en la municipalidad de Osečina, en el distrito de Kolubara, Serbia.

## Superficie
Posee una superficie de 13,39 kilómetros cuadrados.

## Demografía
Hasta 2011 la población era de 89 habitantes, con una densidad de población de 6,648 habitantes por kilómetro cuadrado.